# 蓋斯弗盧山 (汝拉山)
47°22′34″N 7°53′18″E / 47.376199°N 7.888284°E

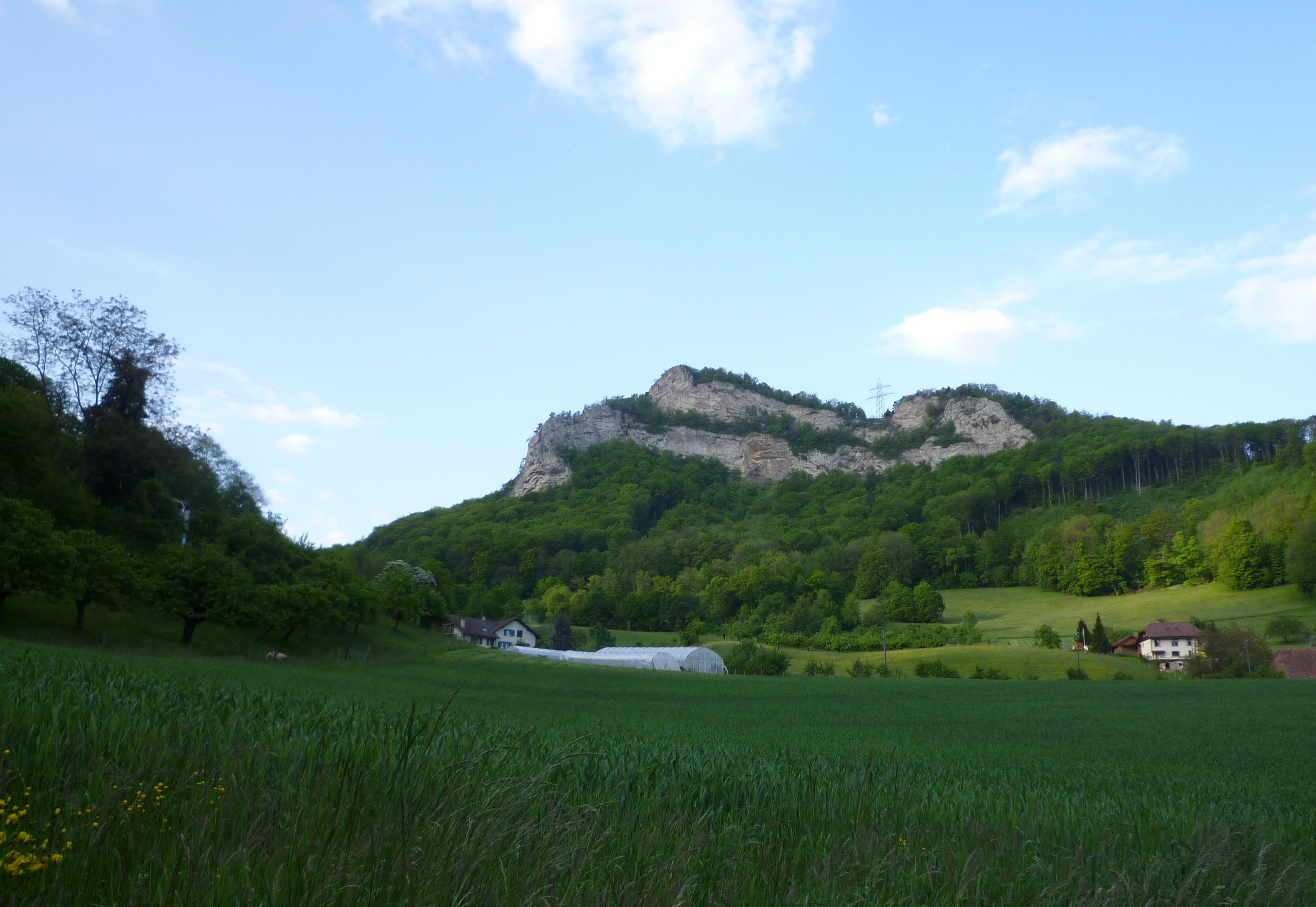

蓋斯弗盧山（Geissflue），是瑞士的山峰，位於該國北部，由索洛圖恩州負責管轄，屬於汝拉山的一部分，處於伯爾尼以北40公里，每年平均降雨量1,742毫米。